# A dzsentlemanus
A dzsentlemanus (eredeti cím: The Distinguished Gentleman) 1992-ben bemutatott amerikai politikai filmvígjáték Jonathan Lynn rendezésében. A főszerepben Eddie Murphy, Lane Smith, Sheryl Lee Ralph, Joe Don Baker, James Garner, Victoria Rowell, Grant Shaud, Kevin McCarthy és Charles S. Dutton látható. A mellékszereplőket Victor Rivers, Chi McBride, Sonny Jim Gaines és Noble Willingham alakítják.
A film 1992. december 4-én jelent meg.

## Rövid történet
Thomas egy szélhámos, akinek a neve hasonlít egy frissen elhunyt politikus nevéhez. Thomas belép a politikai arénába és átveri az embereket, hogy pénzt keressen. Vajon sikerül neki?

## Szereposztás
| Szerep                   | Színész           | Magyar hangja (1. szinkron, 1994) | Magyar hangja (2. szinkron, 1999) |
| ------------------------ | ----------------- | --------------------------------- | --------------------------------- |
| Thomas Jefferson Johnson | Eddie Murphy      | Csankó Zoltán                     | Csankó Zoltán                     |
| Dick Dodge               | Lane Smith        | Makay Sándor                      | Szersén Gyula                     |
| Loretta Hicks            | Sheryl Lee Ralph  | Molnár Zsuzsa                     | Pálos Zsuzsa                      |
| Olaf Andersen            | Joe Don Baker     | Bitskey Tibor                     | Ujréti László                     |
| Jeff Johnson             | James Garner      | Melis Gábor                       | Szokolay Ottó                     |
| Celia Kirby              | Victoria Rowell   | Für Anikó                         | Tóth Auguszta                     |
| Arthur Reinhardt         | Grant Shaud       | Alföldi Róbert                    | Lippai László                     |
| Terry Corrigan           | Kevin McCarthy    | Szokolay Ottó                     | Izsóf Vilmos                      |
| Elijah Hawkins           | Charles S. Dutton | Maróti Gábor                      | Gesztesi Károly                   |
| Armando                  | Victor Rivers     | Mihályi Győző                     | Háda János                        |
| Homer                    | Chi McBride       | Hankó Attila                      | Ifj. Jászai László                |
| Van Dyke                 | Sonny Jim Gaines  | Kéry Gyula                        | Dobránszky Zoltán                 |
| Zeke Bridges             | Noble Willingham  | Gruber Hugó                       | Láng József                       |
| Warburton, a „Császár”   | Daniel Benzali    | Várkonyi András                   | Kardos Gábor                      |

## A film készítése
A filmet Washington, D.C., Los Angeles, Harrisburg, Pennsylvania, Maryland és Pasadena (Kalifornia) különböző helyszínein forgatták.
Marty Kaplan író és producer így nyilatkozott Murphy részvételéről: "Úgy érzem, hogy közel kerültem a főnyereményhez".

## Bevétel
A film 1992 decemberében került a mozikba, és körülbelül 47 millió dolláros bevételt hozott az Egyesült Államokban és Kanadában. Nemzetközi szinten 39 millió dollárt hozott a pénztáraknál, így a film világszerte 86 millió dolláros összbevételt ért el.